# 菊間千乃
菊間 千乃（きくま ゆきの、1972年3月5日 - ）は、日本の弁護士（第二東京弁護士会所属）、コメンテーター。弁護士法人松尾綜合法律事務所代表社員弁護士。学位は先端法学修士（早稲田大学大学院法学研究科・2019年）、法務博士（専門職）。
タレント・アナウンサー活動ではノースプロダクションが窓口。元フジテレビアナウンサー。

## 来歴
東京都生まれ。身長160cm、血液型AB型。父親は八王子実践高等学校女子バレーボール部元監督の菊間崇祠。小学校時代から、早稲田大学入学とアナウンサーになることを目指す。光塩女子学院中等科・高等科卒業後、一浪して早稲田大学法学部に入学し、卒業。イギリスへ留学経験があり、国際連合公用語英語検定試験（国連英検）B級と、実用英語技能検定（英検）準1級を持つ。
アナウンサー試験ではフジテレビ・TBSを受験し、2社とも内定、1995年4月フジテレビ入社。同期入社には伊藤利尋、森昭一郎、高木広子（2011年退社）。入社後は『森田一義アワー 笑っていいとも!』のテレフォンアナに抜擢されたのを皮切りに、『発掘!あるある大事典』、『2時のホント』、『FNNスーパーニュース』（スポーツキャスター）などの番組を担当。また、父の縁で全国高等学校バレーボール選抜優勝大会（春高バレー）、バレーボールワールドカップ、バレーボール・ワールドグランプリといったバレーボール中継のMCを担当するなど、マルチに活躍していた。

### リポート中の事故
1998年9月2日、『めざましテレビ』の自身がリポーターを務めるコーナー「それ行け!キクマ」で、災害時に高所から脱出する避難器具の体験リポート中にマンション5階（地上約13m）の窓から落下。地上のマットに叩きつけられ、意識を失い全く動かなくなった。スタジオでは当初笑っていたものの、やがて菊間の様子が明らかにおかしいことに気づき、表情が凍りつき騒然となる流れがすべて放送されていた。
この事故で全治3カ月の重傷（腰椎の圧迫骨折）を負い入院した。後年、『徹子の部屋』に出演してこの時のことを振り返った際、「落下して地面についた時から記憶と意識がなく、気が付いたら病院のICUにいました」と語っている。翌年には現場復帰したが、リハビリは1年に及んだ。事故が重大になってしまった一因として、「本来なら柱など、がっちりしたものに結ばなければならない命綱となるベルトのロープを、軽いソファーにくくりつけてしまっていた」「落下の衝撃を受け止めるマットがウレタン素材だったため硬く、充分に衝撃を吸収できなかった」ことも後に挙げられている。

### 弁護士への転身
2005年4月、ロースクール・大宮法科大学院大学（夜間主）に入学。アナウンサーの仕事と並行し、ロースクールにて法律の勉強も進めていたが、弁護士を目指して新司法試験の受験勉強に専念するため、2007年12月31日をもって退社。2009年3月、大宮法科大学院大学修了。2010年9月、新司法試験に合格、司法修習（新第64期）を経て弁護士となった。
弁護士としては企業法務を多く扱う事務所に所属し、知的財産権、倒産、マスコミ関連など幅広く手がける。2013年にアメリカテキサス州のアメリカ法・国際法センターにおいて研修。2014年2月4日、大学時代の同級生の会社員と結婚したことを公表した。2018年6月より日本バレーボール協会評議員を務める。同月、株式会社コーセー社外取締役。2019年3月、早稲田大学大学院法学研究科修士課程・先端法学専攻（知的財産法LL.M.コース）修了。
2020年4月、タキヒヨー株式会社社外取締役。6月、アルコニックス株式会社社外取締役、株式会社キッツ社外取締役。2021年、日本女子ソフトボールリーグ機構理事に就任。2022年1月、弁護士法人松尾綜合法律事務所代表社員弁護士。

## 人物・エピソード
- 春高バレーの中継に父親が出ていたこともあり、小学校6年生の卒業アルバムですでに「将来の夢はフジテレビのアナウンサー」と書いていた。父親の優勝監督インタビューをするのが夢だった[1]。
- 早大の卒業論文タイトルは、「取締役の競業避止義務について」。
- 大学時代には、警備員・引っ越し・交通量調査・家庭教師・NHKの番組のADなど、何十種類ものアルバイトを経験した[1]。
- 早大の奥島孝康ゼミの同期に下平さやか（テレビ朝日アナウンサー）がいる[15]。
- アナウンサーになってすぐの頃、「将来やってみたいことはありますか?」という質問に「司法試験」と書いていた[1]。
- 2005年7月16日、バレーボール中継後に会社の同僚とともに当時未成年でNEWSのメンバーだった内博貴[注 1]と飲酒していたとして無期限謹慎処分を受けた。しかし、当時のメディアの報道には、かなり誤解があり、「自分が飲ませたわけではなく、実際には相手が他の場所で既に飲酒していた」と、2014年のインタビューで述べている[16]。
- 2024年5月14日、「羽鳥慎一モーニングショー」に出演した際、つばさの党が2024年4月の衆院選東京15区補選の選挙活動に関して公職選挙法違反の疑いで事務所などの家宅捜索を受けた件について「今、この段階で家宅捜索するのは何だろう…っていう気は、確かにつばさの党のおっしゃる気持ちも分からなくはないなと思った」と、同党の主張にも一定の理解を示した[17][18]。これについて玉川徹やほんこんは違和感を表明した[17][19]。

## 著書
- 『私がアナウンサー』 （2001年 文藝春秋刊）[注 2]
- 『キクマの元気　幸せの生き方レシピ』 （2004年 講談社刊）
- 『私が弁護士になるまで』（2015年 文藝春秋刊）[注 3]
- 『菊間弁護士と学ぶ! 契約のキホンのキホン』 （2020年 ぎょうせい刊）
- 『いまはそれアウトです! 社会人のための身近なコンプライアンス入門』 （2020年 アスコム刊）
- 『おひとりさま・おふたりさまの相続・終活相談』（2024年 新日本法規出版刊）

## 出演番組
フジテレビアナウンサー時代
- フジテレビバレーボール中継
- あっぱれさんま大先生（1995年9月21日「みんなの夢叶うかなSP」アナウンサー講座）
- FNNスーパーニュース - 週末スポーツコーナー
- めざましテレビ
- 堂島孝平のオールナイトニッポン（ニッポン放送） - ゲスト出演
- 発掘!あるある大事典
- こたえてちょーだい!
- 情報プレゼンター とくダネ!
- 生さんま みんなでイイ気持ち!
- CSフジテレビ721・739番組ガイド（フジテレビ721・フジテレビ739） - 不定期
- 森田一義アワー 笑っていいとも! - テレフォンアナウンサー
- 恋するトップレディ - 第7話、本人 役
- 電車男 - 第1話、ネットの住人達の主婦 役

退社・弁護士合格後
- ラジカントロプス2.0（2012年1月29日、ラジオ日本）
- ミュージック・ポートレイト（2012年5月、NHK）
- サワコの朝（2012年11月24日、毎日放送・TBS）
- 踊る!さんま御殿!!（2016年10月4日、日本テレビ）
- ビビット（2018年4月2日 - 、TBS）- 水曜日パーソナリティー
- 情報7daysニュースキャスター（2019年6月 - 、TBS）
- 羽鳥慎一モーニングショー（2021年4月13日 - 、テレビ朝日）- 火曜日コメンテーター